# قيرغاتش
قيرغاتش هي بلدة في مقاطعة يكباغ في ولاية قشقداريا في أوزبكستان.